# Fabien (prénom)
Pour les articles homonymes, voir Fabien.
Fabien est un prénom français masculin d'origine latine - se référant à la gens Fabia.
La Saint-Fabien a lieu le 20 janvier. 

## Variantes
- allemand : Fabian
- anglais : Fabian
- catalan : Fabià
- espagnol : Fabián
- hongrois : Fábián
- italien : Fabio
- occitan : Fabian
- poitevin : Fabién
- polonais: Fabian

- Forme féminine française : Fabienne

## Fabien comme nom de personne ou prénom
- un pape, Fabien (236-250),
- Pierre Georges, dit Colonel Fabien.
- un héros de Vol de nuit de Saint-Exupéry.

Ce prénom est porté par : 
- Fabien Barthez, gardien de but de football français
- Fabien Galthié, rugbymen français
- Fabien Namias, journaliste français
- Fabien Pelous, rugbymen français
- Fabien Marsaud, dit Grand corps malade, slammeur français
- Fabien Onteniente, réalisateur français.
- Fabien Lecœuvre, attaché de presse, chroniqueur.
- Fabien Gay, homme politique français.
- Fabien Roussel, homme politique français.
- Fabien Gilot, nageur français.
- Fabien Ferré, chef cuisinier français.
- Fabien Olicard, mentaliste français.